# Chapim-azul
Chapim-azul (Cyanistes caeruleus) é um pássaro com 10,5 a 12 cm de comprimento da família Paridae. É uma ave muito difundida e comum, desde áreas temperadas a subárticas da Europa e Ásia ocidental, em florestas decíduas e mistas. É uma ave residente, isto é, a maioria destas aves não migra.